# Лиза Витоци
Лиза Витоци (итал. Lisa Vittozzi; Пјеве ди Кадоре, 4. фебруар 1995) је италијанска биатлонка, која је представљала Италију на Зимским олимпијским играма 2018. у Пјонгчангу. Чланица је клуба Карабињери.

## Спорска биографија
На два светска првенства за младе освојила је 4 медаље, од тога на првенству 2014. у Преск Ајл (Мејн) 2 златне (спринт и потера) и једно сребро (појединачно). Исте године у Остендеу, почела се такмичити у Светском купу. Први пут одлазии на Светско првенство где са женском штафетом у саставу: Витоци, Карин Оберхофер, Никол Гонтјер и Доротеа Вијерер освојила бронзану медаљу. На Зимским олимпијским играма улествовала је први пут 2018. у Пјонгчангу где је освојила бронзу у мешовитој штафети у саставу: Витоци, Доротеа Вијерер, Лукас Хофер и Доминик Виндиш.

## Значајнији резултати
Резултати на сајту ИБУ .

### Олимпијске игре
| Такмичење       | Појединачно | Спринт | Потера | Мас. старт | Штафета | Меш. штафета |
| --------------- | ----------- | ------ | ------ | ---------- | ------- | ------------ |
| 2018. Пјонгчанг | 32.         | 6.     | 11.    | 4.         |         |              |

### Светско првенство
| Такмичење         | Појединачно | Спринт | Потера | Мас. старт | Штафета | Меш. штафета |
| ----------------- | ----------- | ------ | ------ | ---------- | ------- | ------------ |
| 2015. Контиолахти | —           | 60.    | 41.    | —          |         | —            |
| 2016. Осло        | —           | 20.    | 13.    | 17.        | 7       | —            |
| 2017. Хохфилцен   | 36.         | 4.     | 14.    | 11.        | 5.      | 4.           |

### Светски куп
- Најбољи генерални пласман : 27.  2017.
- 2 подијума појединачно: 2 трећа места
- 7 подијума штафета: 1 победа, 2 друга и 4 трећа места

| Сезона   | Генерално | Генерално | Спринт | Спринт  | Потера | Потера   | Појединачно | Појединачно | Мас. старт | Мас. старт |
| Сезона   | Бодови    | Пласман   | Бодови | Пласман | Бодови | Пласман> | Бодови      | Пласман     | Бодови     | Пласман    |
| -------- | --------- | --------- | ------ | ------- | ------ | -------- | ----------- | ----------- | ---------- | ---------- |
| 2014/15. | 46        | 66.       | 0      | -       | 32     | 61.      | 14          | 59          | 0          | -          |
| 2015/16  | 161       | 39.       | 0      | -       | 74     | 34.      | 63          | 40.         | 24         | 39.        |
| 2016/17. | 342       | 27.       | 5      | 67.     | 130    | 22.      | 117         | 14.         | 30         | 36.        |
| 2017/18. |           |           |        |         |        |          |             | 18.         |            |            |